# Irene Halvorsen
Irene Halvorsen (Ullensaker, 25 giugno 1970) è una giornalista ed ex sciatrice alpina norvegese.

## Biografia

### Carriera sciistica
Specialista delle prove veloci originaria di Jessheim, la Halvorsen vinse la medaglia di bronzo nella discesa libera ai Campionati norvegesi 1989 e si ritirò nel 1991; non prese parte a rassegne olimpiche né ottenne piazzamenti in Coppa del Mondo o ai Campionati mondiali.

### Carriera giornalistica
Laureata in scienze politiche all'Università di Oslo nel 1994, ha iniziato la sua carriera giornalistica presso il giornale universitario Universitas e la rivista Klar Tale (1995-1996); nel 1996 passò a Nationen e, dopo aver lavorato anche presso Avis 1 e VG, nel 2006 passò a Dagsavisen, dove dal 2011 al 2016 è stata editorialista. Nel 2016 è tornata a Nationen, assumendo l'incarico di caporedattore.

## Palmarès

### Campionati norvegesi
- 1 medaglia (dati dalla stagione 1988-1989):
  - 1 bronzo (discesa libera[senza fonte] nel 1989)